# Paul Jacobsthal
Paul Jacobsthal, född den 23 februari 1880 i Berlin, död den 27 oktober 1957 i Oxford, var en tysk klassisk arkeolog, som uppehöll sig i gränslandet till den förhistoriska arkeologin, men även sysslade med utforskning av antik grekisk keramik. Hans yngre bror var matematikern Ernst Jacobsthal.
Jacobsthal studerade i Berlin, Göttingen och Bonn. Till hans lärare hörde bland andra de klassiska filologerna Ulrich von Wilamowitz-Moellendorff och Friedrich Leo. Under studietiden knöt han nära band till Ernst Pfuhl, Paul Friedländer, liksom senare med Richard Delbrueck och Herbert Koch. Stefan George influerade hans språkanvändning. I Bonn promoverades Jacobsthal 1906 för Georg Loeschcke på en avhandling med temat Der Blitz in der orientalischen und griechischen Kunst. Med hjälp av ett resestipendium från Deutsches Archäologisches Institut kunde han 1906/1907 resa runt i Medelhavsområdet.
Efter återkomsten till Tyskland blev Jacobsthal 1907 assistent hos Gustav Körte i Göttingen, där han 1909 habiliterade sig med arbetet Theseus auf dem Meeresgrunde. Katalogen med Göttinger Vasen från 1912 var hans  första betydande arbete inom vasforskningens område. Redan samma år kallades Jacobsthal till den arkeologiska lärostolen i Marburg. På grund av de nationalsocialistiska raslagarna måste han 1935 lämna både professuren och landet. År 1937 blev han Lecturer vid Christ Church College i Oxford. Mellan 1947 och 1950 var han University Reader i keltisk arkeologi på samma plats.